# Нумадзу (Сідзуока)

Нума́дзу (яп. 沼津市, ぬまづし, МФА: [numad͡zu ɕi̥]?) — місто в Японії, в префектурі Сідзуока. Розташоване в східній частині префектури, на березі Саґамської затоки. Входить до списку особливих міст Японії.  Виникло на основі призамкового містечка самурайського роду Мідзуно та постоялого містечка на Східноморському шляху. Отримало статус міста 1923 року. Площа становить 187,12 км². Станом на 1 серпня 2011 року населення складало 200 733  осіб, густота населення — 1070 осіб/км².  Основою економіки є сільське господарство, рибальство, переробка морепродуктів, харчова промисловість, металургія, виробництво електротоварів, комерція.  В місті розташовані гарячі джерела. 

## Уродженці
- Оґа Норіо — підприємець.